# Halictus togoensis
Halictus togoensis är en biart som beskrevs av Gregory B. Pauly 1998. Halictus togoensis ingår i släktet bandbin, och familjen vägbin. Inga underarter finns listade i Catalogue of Life.